# 希臘王室
希腊王室是丹麦王室的一个分支，本身是屬于格吕克斯堡王朝，希腊王室于1863年至1924年以及1935年至1973年统治希腊。第一任國王是乔治一世，是丹麦国王克里斯蒂安九世次子。

## 血統
因為是丹麦国王克里斯蒂安九世的男系后裔，所以王室成员拥有丹麦王子或公主的头衔，因此被称为“希腊和丹麦王子”或“希腊和丹麦公主”。

## 成員
- 帕夫洛斯（現任王室首領）
玛丽-珊图·米勒
  -     - 瑪麗亞-奧林匹亞公主
    - 康斯坦丁-艾力西奧王子
    - 阿希利-安德烈王子
    - 奧德修斯-基文王子
    - 阿里士多德-史塔弗羅王子

帕夫洛斯母親和兄弟姐妹:
- 安妮-玛丽·达加玛·英格丽德（末代國王康斯坦丁二世遺孀）
  -     - 亞歷克西婭公主

  - 尼古拉斯王子
  - 狄奧多拉公主
  - 菲利普王子

希腊王室的其他成员有：
- 安妮-玛丽·达加玛·英格丽德（末代國王康斯坦丁二世遺孀）
- 西班牙王太后索菲亚:保羅一世長女，康斯坦丁二世的姐姐。
- 伊莲妮公主:保羅一世幼女,康斯坦丁二世的妹妹。
- 南斯拉夫王储亚历山大:母親是希腊公主亚历山德拉

## 首領
| 肖像 | 首領名                      | 統治始於      | 統治終於      |
| ---- | --------------------------- | ------------- | ------------- |
|      | 康斯坦丁二世 Constantine II | 1946年3月6日  | 2023年1月10日 |
|      | 帕夫洛斯 Pavlos             | 2023年1月10日 | 現任          |